# Last Holiday (película de 2006)
Last Holiday (Las últimas vacaciones en España y Las vacaciones de mi vida en Hispanoamérica) es una película dirigida por Wayne Wang y protagonizada por Queen Latifah. Ella interpreta a una humilde ayudante de tienda, Georgia, quien es diagnosticada de la Enfermedad de Lampington, una rara condición cerebral que en estado avanzado le deja unas pocas semanas de vida. Como última voluntad, decide gastarse todo su dinero en unas vacaciones lujosas en Europa antes de que ella muera.
El guion escrito por Jeffrey Price y Peter S. Seaman es un remake de la película de 1950 “The Last Holiday”, escrita por J.B. Priestley. Los escritores querían a John Candy para el papel estelar, pero falleció y el agente de Queen Latifah sugirió una nueva versión con ella. La película recibió críticas mixtas, pero la actuación de Latifah fue universalmente elogiada por su encanto y humor.

## Trama
Georgia Byrd (Queen Latifah), una empleada en el departamento de utensilios de cocina en la tienda de Kragen en Nueva Orleans, es una mujer tímida, sin pretensiones que anhela cocinar profesionalmente y que registra sus sueños de una vida mejor en un diario titulado "Posibilidades". Es la temporada navideña. Mientras coquetea con un compañero de trabajo Sean Williams (LL Cool J), se golpea la cabeza en una puerta del gabinete y es llevada al centro de salud de la tienda para una tomografía. Allí le cuenta su médico, el Dr. Gupta (Ranjit Chowdhry), que tiene varios tumores cerebrales resultantes de un trastorno neurológico raro llamado Enfermedad de Lampington. Dado que su seguro médico no cubrirá el costo exorbitante de una operación, Georgia se resigna al hecho de que sólo tiene unas pocas semanas de vida, renuncia a su trabajo, liquida sus bienes y se dirige a unas vacaciones de ensueño en la ciudad balnearia de Karlovy Vary en la República Checa, más precisamente en el lujoso Grandhotel Pupp.
Libre de inhibiciones y decidida a vivir la vida al máximo, Georgia se registra en la Suite Presidencial, compra un vestuario de diseño en boutiques caras, hace uso extenso de las instalaciones de spa del hotel, intenta snowboard y BASE saltando de una presa, disfruta de suculentas comidas preparadas por el famoso chef Didier (Gérard Depardieu), y gana una pequeña fortuna jugando a la ruleta en el casino. Ella impresiona el personal del hotel, con la excepción de la gerente de servicios de huéspedes, la Srta. Gunther (Susan Kellermann), con su manera ingenua y franca amabilidad, y se mezcla con algunos de los otros huéspedes, incluyendo Matthew Kragen (Timothy Hutton), una autoayuda Gurú y casualmente el dueño de la tienda donde trabaja; Su asistente/señora la Sra. Burns (Alicia Witt); Amasando al Senador Dillings (Giancarlo Esposito) de su estado natal en Louisiana; Y el congresista prominente Stewart (Michael Nouri). Kragen es escéptico sobre los orígenes de Georgia y sospecha que ella intenta sabotear su negocio, pero el resto está encantado por su espíritu libre.
Cuando Kragen soborna a la Srta. Gunther para desenterrar información sobre los antecedentes de Georgia, encuentra una carta que Georgia ha escrito para dar instrucciones sobre cómo deshacerse de sus restos después de su muerte. La señorita Gunther se conmovió por la carta y se da cuenta de la confianza en sí misma de Georgia y un optimismo soleado ha tocado a todos los que la han conocido desde su llegada. Confiesa a Georgia que encontró la carta y la insta a volver a casa y pasar sus últimos días con los que ama. Georgia toma el consejo de la señorita Gunther y se dirige al aeropuerto, sólo para descubrir una avalancha que ha bloqueado la carretera. Sin saberlo, Sean, habiendo aprendido su diagnóstico y dispuesto a reconocer sus sentimientos por ella, está en un taxi al otro lado de la capa de nieve, tratando de alcanzarla en el hotel.
Georgia regresa al hotel, y Sean comienza a pie a través de la nieve. En una fiesta de Nochevieja esa noche, Kragen expone a Georgia como una vendedora en una de sus tiendas. Georgia les dice que Kragen tiene razón y revela que ella va a morir. Los colegas de Kragen, disgustados por la insensibilidad de Kragen, la abrazan y lo abandonan. Deprimido y avergonzado, Kragen sube a un piso superior del hotel y se sienta en la cornisa contemplando el suicidio. Georgia intenta persuadirlo para que venga abajo, sugiriendo si él era más agradable y menos conducido y codicioso, él sería una persona más feliz.
Sean llega al hotel y se une a Georgia y Kragen en la cornisa. En el vestíbulo, la señorita Gunther encuentra un fax del Dr. Gupta, en el que le dice a Georgia que fue diagnosticada erróneamente debido a los rayos X generados por un escáner CAT quebrado y anticuado. La señorita Gunther se acerca a la cornisa para anunciar la buena noticia. Georgia y Sean regresan a Nueva Orleáns donde más tarde se casan y abren un restaurante, visitado por el chef Didier y la inspiración de Georgia Emeril Lagasse. Una secuencia del epílogo muestra que la Sra. Burns, la Sra. Gunther, el Dr. Gupta y Matthew Kragen han hecho una vida mejor para sí mismos y ahora están felices con Georgia cambiando su libro de posibilidades en el libro de las realidades.
- Datos: Q1634476